# Xanioascus canadensis
Xanioascus canadensis ist eine ausgestorbene Art aus der Gruppe der Rippenquallen, die aus der erdgeschichtlichen Periode des Mittleren Kambriums bekannt ist. Sie wurde 1996 durch die Paläontologen Simon Conway Morris und Desmond H. Collins erstmals wissenschaftlich beschrieben. Der Gattungsname leitet sich aus dem Griechischen askos für „Schlauch“ und xanion für „Kamm“ ab; das Artepithet beschreibt die Herkunft der Fossile aus Kanada. Formell wird die Art einer Familie Xanioascidae zugeteilt.

## Aufbau
Die relativ schlecht erhaltenen Fossilien lassen auf einen dehnbaren, sackigen Körper mit Längsabmessungen von zwischen 21 und 75 Millimetern schließen. Sie werden an der Oberfläche von 24 Kammrippen bedeckt, die vermutlich von der schlecht erkennbaren Mundseite ausgehen und am mundabgewandten Ende zusammenlaufen. Anders als bei der ebenfalls aus dem Kambrium bekannten Art Ctenorhabdotus capulus vereinigen sich die Kammrippen nicht in Dreiergruppen, sondern verlaufen getrennt voneinander und sind somit etwa gleich lang. Von der Feinstruktur ähneln sie den Kammrippen der Art Fasciculus vesanus, einer weiteren kambrischen Rippenquallen-Art.
Ob sich am mundabgewandten Ende selbst wie bei modernen Formen ein Gleichgewichtsorgan (Statocyste) befand, das der Synchronisation des Schlagrhythmus der Kammrippen und damit der geordneten Fortbewegung diente, lässt sich nicht eindeutig beantworten; falls vorhanden, handelte es sich auf jeden Fall um eine vergleichsweise winzige Struktur. Zwei streifenförmige Flächen links und rechts der möglichen Statocyste lassen sich als Polarfelder deuten, vollständig bewimperte Flächen unbekannter Funktion, die sich auch bei modernen Rippenquallen finden. Um die potentielle Statocyste herum verläuft ein dunkler Ring, der vermutlich Teil des inneren Kanalsystems war, das Rippenquallen durchzieht. Im Gastrovaskulärsystem moderner Arten hat er allerdings keine Entsprechung; Ringkanäle kommen hier allenfalls am Mundende vor.
Anders als spätere Formen besaß Xanioascus canadensis anscheinend noch keine Tentakel, die vielen heutigen Arten als Instrument zum Beutefang dienen. 
Mysteriöse dunkle Strukturen im Inneren der Fossile könnten Nahrungsüberreste, Fortpflanzungsorgane oder sogar Embryos darstellen; alle diese Interpretationen sind jedoch spekulativ.

## Lebensweise und Begleitfunde
Über die Lebensweise von Xanioascus canadensis ist nur wenig bekannt. Die Beschreiber Simon Conway Morris und Desmond H. Collins gehen davon aus, dass die Art ein verhältnismäßig guter Schwimmer war und ihre Beute im Gegensatz zu den meisten heutigen Arten aktiv verfolgte. Dazu würde auch die Tatsache passen, dass der Art passive Fangstrukturen wie Tentakel fehlen. Zu den Begleitfunden gehörten Exemplare der Art Wiwaxia corrugata, die den Halkieriiden, mutmaßlichen Stammlinienvertretern der Weichtiere (Mollusca) sowie der Ringelwürmer (Annelida) und Armfüßer (Brachiopoda), zugeordnet wird; daneben fanden sich Fossilien der Gattung Morania, die vermutlich Kolonien von Cyanobakterien (Cyanobakteria) darstellen.

## Fundort und -alter
Der Holotyp, das die Art definierende Exemplar, wurde am 6. Juli 1982 durch den kanadischen Paläontologen David Rudkin in Schiefergestein des Westabhangs von Mount Stephen, 1500 Meter südwestlich der Nordschulter, in der so genannten  West Stephen Formation gefunden, die ihrerseits dem Burgess-Schiefer zugeordnet wird. Hinzu kommen sieben Paratypen, Exemplare, die von den Beschreibern derselben Art zugeordnet wurden. Das Alter der Fossile wird auf 512 Millionen Jahre geschätzt, so dass die Funde dem mittleren Kambrium zugeteilt werden können. 
Holotyp und Paratypen befinden sich heute im Royal Ontario Museum. 

## Systematische Einordnung
Auch wenn die Klassifikation von Xanioascus vesanus als Rippenquallen-Art nicht ganz unumstritten ist, argumentieren die Erstbeschreiber entschieden für eine solche Zuordnung. Die Art zeigt anders als etwa Fasciculus vesanus, eine andere kambrische Rippenqualle, wesentlich „konventionellere“ Merkmale wie die im Wesentlichen gleich aufgebauten und gleich langen Kammrippen. Deren Zahl von 24 liegt allerdings noch dreimal so hoch wie bei allen modernen Formen.
Ob Xanioascus vesanus auf sinnvolle Weise von einer Art abgeleitet werden kann, die wie Fasciculus vesanus mehrere verschiedene Körperzonen mit regional differenzierten Kammrippen aufweist oder ob sie sich selbständig etwa aus gleichmäßig bewimperten Formen entwickelt hat, liegt im Dunklen. Dafür lässt sich der Übergang zu den modernen Rippenquallen mit ihrer konstanten Zahl von acht Kammrippen besser nachvollziehen. Dies liegt daran, dass mit Ctenorhabdotus capulus eine Übergangsform bekannt ist, die, unabhängig davon, ob es sich tatsächlich um einen echten Nachfahren von Xanioascus vesanus handelt, einen Weg demonstriert, wie die Transformation zu den modernen Arten vonstattengegangen sein könnte. Auch Ctenorhabdotus capulus besitzt 24 Kammrippen, die aber im Gegensatz zu jenen von Xanioascus vesanus zum mundabgewandten (aboralen) Ende hin in acht Dreiergruppen zusammenlaufen. Vom Vereinigungspunkt je dreier Kammrippen läuft jeweils eine bandförmige Struktur weiter, bis alle acht schließlich in einen um den aboralen Pol gelegenen Ring einmünden. Diese Bänder werden bereits als Vorläufer der modernen Meridionalkanäle interpretiert, die sich als Teil des inneren Kanalsystems bei modernen Rippenquallen unterhalb der (dort) acht Kammrippen befinden.
Eine Eigenschaft, die Xanioascus vesanus mit anderen kambrischen Formen teilt, ist das Fehlen von Tentakeln. Daraus lässt sich schließen, dass sich die modernen tentakelbewehrten Formen der Klasse Tentaculata erst später entwickelt haben, auch wenn sie spätestens im Devon nachgewiesen sind. Ob die modernen tentakellosen Arten der Nuda sich direkt von den kambrischen Formen ableiten oder aber sekundär aus Tentaculata-Arten hervorgegangen sind, steht dagegen nicht zweifelsfrei fest, auch wenn morphologische, embryologische und molekulargenetische Merkmale für letzteres sprechen.